# Trenčín
Trenčín (în germană Trentschin, în maghiară Trencsén, în latină (perioada romană) Laugaricio) este un oraș în vestul Slovaciei (aproape de granița cu Republica Cehă) pe Váh. Are 57.000 locuitori. Reședință a unei regiuni (kraj) sau Unitate Teritorială Supremă (VÚC) și a unui district (okres).
Așezarea este locuită încă din Antichitate. Un castel tipic medieval se află pe o stâncă lângă oraș. Trenčín este cel mai bine cunoscut pentru o inscripție romană (în latină) pe stânca castelului din perioada Războaielor Marcomane, mai exact un război între Imperiul Roman și regiunea germanică Quadi. Denumește acest loc ca "Laugaricio" și este considerată a fi dovadă a celei mai nordice prezențe a armatei romane în Europa centrală. Între 1302 și 1321 castelul a fost reședința magnatului maghiar Matei Csák al III-lea, care controla Slovacia politic și militar, devenind conducătorul de-facto al acesteia pentru câțiva ani.

## Demografie
| An:                | 1994   | 2004   | 2014   | 2024   |
| ------------------ | ------ | ------ | ------ | ------ |
| Număr de persoane: | 58.347 | 56.850 | 55.857 | 54.130 |
| Diferență:         |        | −2,56% | −1,74% | −3,09% |

| An:                | 2023   | 2024   |
| ------------------ | ------ | ------ |
| Număr de persoane: | 54.065 | 54.130 |
| Diferență:         |        | +0,12% |